# Dylanesque
Dylanesque je studiové album britského zpěváka Bryana Ferryho, vydané v březnu 2007 u vydavatelství Virgin Records. Produkoval jej Ferry spolu s Rhettem Daviesem a obsahuje deset písní, které napsal americký písničkář Bob Dylan doplněné o jeden tradicionál, který rovněž proslavil Dylan. Na albu se podílela řada hostů, jako například Ferryho syn Isaac Ferry, jeho dřívější spoluhráč ze skupiny Roxy Music Brian Eno, baskytarista Guy Pratt nebo kytarista Robin Trower.

## Seznam skladeb
| Pořadí | Název                         | Autor        | Délka |
| ------ | ----------------------------- | ------------ | ----- |
| 1.     | Just Like Tom Thumb's Blues   | Bob Dylan    | 3:50  |
| 2.     | Simple Twist of Fate          | Dylan        | 5:18  |
| 3.     | Make You Feel My Love         | Dylan        | 3:22  |
| 4.     | The Times They Are a-Changin' | Dylan        | 3:40  |
| 5.     | All I Really Wanna Do         | Dylan        | 2:29  |
| 6.     | Knockin' on Heaven's Door     | Dylan        | 6:13  |
| 7.     | Positively Fourth Street      | Dylan        | 3:45  |
| 8.     | If Not for You                | Dylan        | 2:40  |
| 9.     | Baby, Let Me Follow You Down  | tradiocionál | 2:13  |
| 10.    | Gates of Eden                 | Dylan        | 5:12  |
| 11.    | All Along the Watchtower      | Dylan        | 3:46  |

## Obsazení
- Bryan Ferry – zpěv, varhany, harmonika
- Brian Eno – elektronika
- Isaac Ferry – elektronika
- Chris Spedding – kytara
- David Williams – kytara
- Oliver Thompson – kytara
- Mick Green – kytara
- Robin Trower – kytara
- Guy Pratt – baskytara
- Zev Katz – baskytara
- Warren Ellis – smyčcové nástroje
- Paul Carrack – varhany
- Colin Good – klavír
- Andy Newmark – bicí
- Bobby Irwin – bicí
- Frank Ricotti – perkuse
- Me'sha Bryan – doprovodné vokály
- Sarah Brown – doprovodné vokály
- Tara McDonald – doprovodné vokály
- Anna McDonald – doprovodné vokály
- Sharon White – doprovodné vokály
- Michelle John – doprovodné vokály
- Joy Malcolm – doprovodné vokály
- Lucy Wilkins – housle
- Gavyn Wright – housle
- Jackie Shave – housle
- Jon Thorne – viola
- Anthony Pleeth – violoncello
- Anthony Pleech – violoncello